# Имперские конференции

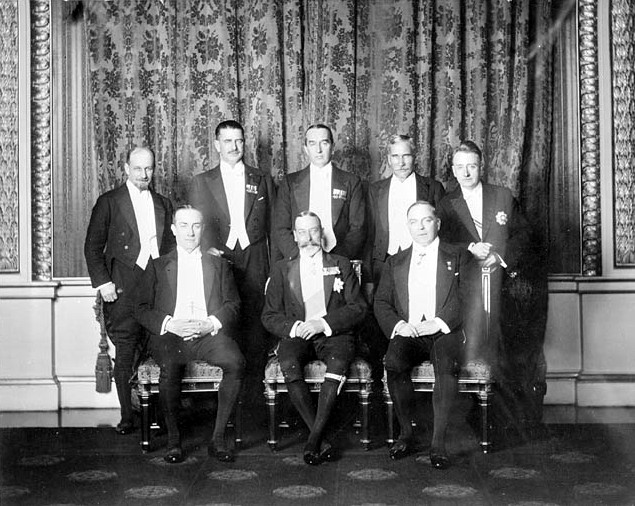
Король Георг V и премьер-министры на Имперской конференции 1926 года.
Георг V (сидит в центре), Стэнли Болдуин (сидит слева), Маккензи Кинг (сидит справа). Стоят слева направо: Уолтер Стэнли Монро, Гордон Коутс, Стэнли Брюс, Герцог Джеймс Барри, Уильям Томас Косгрейв.

Имперские конференции (до 1911 — Колониальные конференции) — периодические собрания глав правительств самоуправляемых колоний и доминионов Британской империи между 1887 и 1937 годами. Проводились в 1887, 1894, 1897, 1902, 1907, 1911, 1921, 1923, 1926, 1930 и 1937.
Практически все конференции, за исключением двух (проведённых в Оттаве, Канада) прошли в метрополии — в Лондоне. Конференция 1907 года изменила название будущих собраний на «Имперские конференции», и утвердила решение о том, что Конференции должны собираться регулярно, и не только по поводу монархических церемоний в Лондоне (коронации и юбилеи монарших особ).
Конференции первоначально были учреждены с целью подчеркнуть единство Империи, однако затем стали для доминионов ареной для выражения недовольства своим колониальным статусом. Конференция 1926 года утвердила Декларацию Бальфура, провозгласившую равенство доминионов и метрополии, как членов «Британского Содружества Наций».

## Порядок проведения
Имперским конференциям предшествовали Колониальные (1887—1907). Собрания проводились каждые 3-5 лет по инициативе одного или нескольких заинтересованных правительств; обычно в них принимали участие премьер-министры. Повестка дня разрабатывалась на основе результатов предыдущих дипломатических переговоров между правительствами-участниками и содержала политические, военные, экономические вопросы, а также вопросы внешней и внутренней политики империи. Вестминстерский статут 1931 года предоставил каждому доминиону право самостоятельно вести внешнюю политику, а следовательно, и самостоятельно решать вопросы участия в Имперской конференции.
Председателем Имперской конференции назначался глава делегации той страны, где проводилось мероприятие. Все делегации считались равноправными, решение принималось только при единогласной поддержке всех стран-участниц. Вместе с тем, подавляющее число конференций было проведено в Лондоне (за исключением двух) и руководящая роль правительства метрополии была бесспорной.
Заседания Имперских конференций были закрытыми, через пресс-бюро передавались в печать только согласованные коммюнике и статьи. Через несколько месяцев издавались решения и резолюции, которые были приняты конференцией, а также общий отчёт с текстами отдельных выступлений делегатов. Решения Имперских конференций делились на три группы:
- решения, которые оформлялись как договоры между всеми или несколькими участниками конференции (подписаны уполномоченными депутатами от имени своих правительств, они подлежали последующей ратификации на общих началах)
- решения, которые оформлялись как законодательные акты британского парламента или акты, принятые законодательными учреждениями стран империи — участников конференции (чтобы во время законодательного процесса, с согласия заинтересованных сторон, они могли быть изменены; именно так появился Вестминстерский статут 1931 года — результат работы Имперских конференций 1926 и 1930 годов)
- решения, которые оформлялись как рекомендации правительствам доминионов (классифицировались как резолюции и не были обязательными к исполнению)

## Список конференций
- 1887 (4 апреля — 9 мая) — Первая Колониальная конференция (Лондон, Англия)

Приурочена к пятидесятилетнему, «золотому» юбилею правления королевы Виктории. В ней приняли участие более 100 делегатов со всех колоний Британской империи, за исключением Индии. Главным вопросом было развитие взаимоотношений в пределах империи.
- 1894 (28 июня — 9 июля) — Колониальная конференция (Оттава, Канада)

В основном была посвящена общим и экономическим вопросам.
- 1897 (24 июня — 29 июля) — Колониальная конференция (Лондон)

Конференции предшествовали пышные празднества по случаю шестидесятилетнего, «бриллиантового» юбилея правления королевы Виктории. В отличие от предыдущих конференций, участие в этой было ограничено лишь 12 делегатами: министр колоний (председатель заседания) и по одному делегату от каждой из 11 самоуправляющихся колоний. Рассматривались вопросы военного сотрудничества, перспективы создания таможенного союза между Великобританией и её колониями.
- 1902 (30 июня — 11 августа) — Колониальная конференция (Лондон)

Совпала во времени с коронацией короля Эдуарда VII. На конференции был согласован вопрос увеличения размера ежегодного взноса колоний на содержание Королевского военно-морского флота. Также было решено в будущем проводить колониальные конференции каждые четыре года. Делегаты отклонили предложенный британским правительством проект экономического союза, который предусматривал свободную торговлю в пределах империи и согласование тарифов внешней торговли.
- 1907 (15 апреля — 14 мая) — Колониальная конференция (Лондон)

На этой конференции было принято решение о замене в дальнейшем названия собраний на «Имперские конференции». Ввиду роста вероятности войны в Европе, главное внимание было уделено военным вопросам: привлечению доминионов к системе коллективной обороны и информированию их лидеров о потенциальной угрозе, а также определению позиции империи по США, Японии и Латинской Америке.
- 1911 (23 мая — 20 июня) — Первая Имперская конференция (Лондон)

Результатом конференции стала договоренность о том, что в будущем подготовка к переговорам и заключению международных договоров, которые влияют в целом на империю (как, в частности, это не было сделано во время второй Гаагской мирной конференции в 1907 году), будет осуществляться совместными усилиями, через предварительные консультации при подготовке делегаций и согласование решений со всеми странами империи перед их подписанием. По окончании конференции, 22 июня, состоялась коронация короля Георга V.

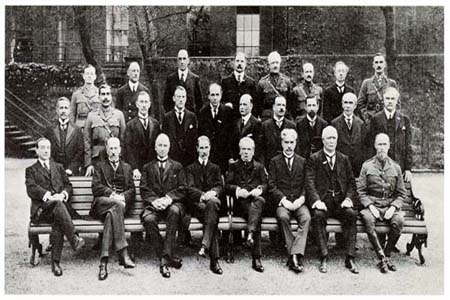
Императорский военный кабинет. Даунинг-стрит, 10. 1917 г.

- 1917 (21 марта — 27 апреля) — Имперская военная конференция (Лондон)

Целью этой военной конференции, как и следующей, проведенной во время Первой мировой войны, было согласование имперской военной политики и выяснение послевоенных намерений колоний. Важным решением стала принятая резолюция, согласно которой поселенцы доминионов признавались автономными народами Имперского содружества с правом голоса во внешней политике. Сформированный в это же время Имперский военный кабинет, который существовал с 1917 по 1918 годы, координировал общую политику империи в ведении войны.
- 1918 (12 июня — 26 июля) — Имперская военная конференция (Лондон)

Кроме экономических вопросов, был согласован вопрос работы делегации империи на Парижской мирной конференции.
- 1921 (20 июня — 5 августа) — Имперская конференция (Лондон)

Главным вопросом конференции было согласование позиций в международной политике, в частности относительно отношений с США и Японией. На конференции должны были решить, продлевать ли в дальнейшем действие Англо-японского союза, но договоренности достичь не удалось и окончательное решение принято не было.

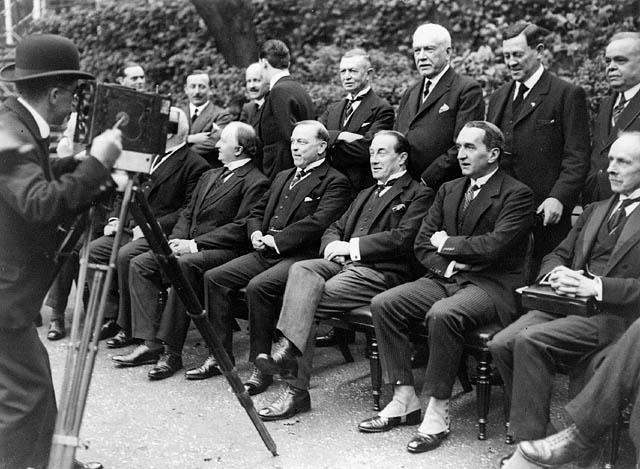
Делегаты Имперской конференции. 1923 г.

- 1923 (1 октября — 8 ноября) — Имперская конференция (Лондон)

В конференции принял участие созданный доминион — Ирландское Свободное государство. На конференции доминионы выступили за децентрализацию и расширение своих полномочий в ведении внешней политики и добились принятия резолюции, согласно которой все страны Британской империи получили право свободного подписание соглашений с иностранными государствами.
- 1926 (19 октября — 22 ноября) — Имперская конференция (Лондон)

Главным решением конференции стало признание полной автономии доминионов в вопросах внешней и внутренней политики, а также подтверждение их равного государственного статуса с Великобританией как равноправных членов Содружества наций, что было утверждено Декларацией Бальфура.
- 1930 (1 октября — 14 ноября) — Имперская конференция (Лондон)

Конференция постановила, что конфликты между членами Содружества будут, как и раньше, решаться судебным комитетом личного королевского совета во главе с лордом-канцлером, в состав которого входят только британцы. Также было признано право доминионов на отделение и были урегулированы экономические взаимоотношения между членами Содружества. Решения Имперских конференций 1926 и 1930 годов составили основу Вестминстерского статута 1931 года.
- 1932 (21 июля — 20 августа) — Имперская экономическая конференция (Оттава)

В связи с Великой депрессией конференция была сосредоточена на экономических вопросах. Был подписан ряд соглашений и установлен режим «имперского преимущества», по которому Великобритания обязывалась предоставлять изделиям доминионов более привилегированные условия, чем зарубежным.
- 1937 (14 мая — 15 июня) — Имперская конференция (Лондон)

Последняя Имперская конференция довоенного периода, созванная по случаю коронации Георга VI, была посвящена вопросам внешней политики и обороны на случай возможной войны.

## Развитие
С годами формат встреч представителей правительств Британской империи менялся.
| Название                                  | Годы проведения |
| ----------------------------------------- | --- |
| Колониальные конференции                  | 1887 • 1894 • 1897 • 1902 • 1907 |
| Имперские конференции                     | 1911 • 1917 • 1918 • 1921 • 1923 • 1926 • 1930 • 1932 • 1937                                                                             |
| Конференции премьер-министров Содружества | 1944 • 1946 • 1948 • 1949 • 1951 • 1953 • 1955 • 1956 • 1957 • 1960 • 1961 • 1962 • 1964 • 1965 • 1966 (январь) • 1966 (сентябрь) • 1969 |
| Встречи глав правительств Содружества     | с 1971 года, каждые два года |